# Fromont jeune et Risler aîné (film, 1941)
Pour les articles homonymes, voir Fromont jeune et Risler aîné.
Pour plus de détails, voir Fiche technique et Distribution.
Fromont jeune et Risler aîné est un film français réalisé par Léon Mathot en 1941 adapté du roman éponyme d'Alphonse Daudet ; c'est sa quatrième adaptation au cinéma.

## Synopsis
Avant de mourir d’un accident de chasse, Fromont père, propriétaire d’une fabrique parisienne de papiers peints, confie à son neveu Georges (Jean Servais) ses dernières volontés : qu’il épouse sa fille Claire (Junie Astor) et qu’il s’associe avec un dessinateur fidèle, Guillaume Risler (Georges Vitray), pour reprendre l’usine : ce sera désormais « Fromont jeune et Risler aîné ».
Tout irait bien si le cadet de Guillaume, Frantz (Bernard Lancret), n’était amoureux de Sidonie Chèbe (Mireille Balin), qui aime et est aimé du jeune marié, alors que Désirée (Francine Bessy), une jeune infirme, aime Frantz. Lorsqu’il apprend que Sidonie refuse de l'épouser (car elle a des vues sur Georges), Frantz part au Soudan français au désespoir de Désirée. La professeur de piano de Sidonie, Anna (Marguerite Pierry), manigance pour qu’elle épouse Guillaume, puis pour qu’elle devienne la maîtresse de Georges.
Celui-ci gratifie Guillaume, qui ne se rend compte de rien, de toutes les libéralités pour satisfaire les goûts de luxe de Sidonie : bijoux, haute couture, maison au Vésinet… Lorsque le portier Achille (Julien Carette) découvre Georges et Sidonie seuls à l’opéra-comique, toute l’usine est au courant, sauf Claire et Guillaume, les époux trompés. Sigismond, le comptable (Pierre Larquey), fait revenir Frantz d’Afrique pour qu’il éclaire son frère sur la situation de l’entreprise, mais non sur son infortune. Frantz sermonne Sidonie et semble succomber au charme de Désirée, mais Sidonie, non sans cynisme, le séduit pour qu’il ne sape pas sa position. Frantz retombe dans ses filets, mais lorsqu’il comprend qu’elle le manipule encore une fois, repart pour le Soudan, et Désirée meurt de désespoir.
Les dépenses somptuaires que Georges fait indirectement pour Sidonie ruinent l’entreprise et Claire doit aller demander une grosse somme à son père pour faire face à une échéance, celui-ci refuse, en lui apprenant que Georges mène l’entreprise à la faillite pour Sidonie. Sigismond révèle à Guillaume que la maison est ruinée, et pourquoi. Guillaume, furieux, oblige Sidonie à restituer ses bijoux pour sauver la fabrique, la chasse en même temps qu’Anna, vend ses meubles et reprend une simple position de contremaître en renonçant au traitement d’associé.
L’entreprise renflouée, il emmène Sigismond « comme autrefois », au cabaret où, évidemment…

## Fiche technique
- Titre : Fromont jeune et Risler aîné
- Réalisation : Léon Mathot
- Scénario : Amédée Pons d'après le roman éponyme d'Alphonse Daudet paru en 1874.
- Musique : René Sylviano
- Photographie : René Gaveau
- Décors : Lucien Jaquelux
- Société de production : Union Française de Production Cinématographique
- Format : Noir et blanc - 35 mm  - 1,37:1 - Son mono
- Genre : Film dramatique
- Durée : 90 minutes[1]
- Date de sortie : 
  - France - 8 octobre 1941[1]
- Affiche : René Péron (France)

## Distribution
- Mireille Balin : Sidonie Chèbe
- Bernard Lancret : Franz Risler
- Marguerite Pierry : Anna Dobson
- Junie Astor : Claire Fromont
- Pierre Larquey : Sigismond
- Georges Vitray : Risler aîné
- Jean Servais : Fromont jeune
- Tichadel
- Marcelle Géniat : Madame Delobelle
- René Génin : Delobelle
- Julien Carette : Achille
- Arthur Devère : Gardinois
- Francine Bessy : Désirée Delobelle
- Peggy Bonny
- Paul Escoffier : Fromont père
- Gilberte Joney
- France Ellys
- Gustave Gallet
- René Sarvil